# تاکومی مینامینو
تاکومی مینامینو (ژاپنی: 南野 拓実؛ زادهٔ ۱۶ ژانویهٔ ۱۹۹۵) یک فوتبالیست اهل ژاپن است که در پست هافبک هجومی و وینگر برای تیم موناکو در لیگ ۱ بازی می‌کند.
از باشگاه‌هایی که در آن بازی کرده‌است می‌توان به سرزو اوساکا ، ردبول سالزبورگ ، لیورپول و ساوت‌همپتون اشاره کرد.
وی همچنین در تیم ملی فوتبال ژاپن بازی کرده‌است.

## آمار ملی

### بازی‌های ملی
تا تاریخ ۳ فوریه ۲۰۲۳
| ژاپن  | ژاپن | ژاپن | ژاپن   |
| سال   | بازی | گل   | پاس گل |
| ----- | ---- | ---- | ------ |
| ۲۰۱۵  | ۲    | ۰    | ۰      |
| ۲۰۱۸  | ۵    | ۴    | ۰      |
| ۲۰۱۹  | ۱۵   | ۷    | ۳      |
| ۲۰۲۰  | ۴    | ۱    | ۰      |
| ۲۰۲۱  | ۹    | ۴    | ۵      |
| ۲۰۲۲  | ۱۲   | ۱    | ۰      |
| ۲۰۲۳  | ۴    | ۰    | ۲      |
| ۲۰۲۴  | ۶    | ۳    | ۱      |
| مجموع | ۵۷   | ۲۰   | ۱۱     |

### گل‌های ملی
| شماره | تاریخ           | میزبان  | بازی ملی | حریف      | نتیجه | رقابت                      |
| ----- | --------------- | ------- | -------- | --------- | ----- | -------------------------- |
| ۱     | ۱۱ سپتامبر ۲۰۱۸ | سوئیتا  | ۳        | کاستاریکا | ۳–۰   | جام کیرین ۲۰۱۸             |
| ۲     | ۱۲ اکتبر ۲۰۱۸   | نیگاتا  | ۴        | پاناما    | ۳–۰   | جام کیرین ۲۰۱۸             |
| ۳     | ۱۶ اکتبر ۲۰۱۸   | سایتاما | ۵        | اروگوئه   | ۴–۳   | جام کیرین ۲۰۱۸             |
| ۴     | ۱۶ اکتبر ۲۰۱۸   | سایتاما | ۵        | اروگوئه   | ۴–۳   | جام کیرین ۲۰۱۸             |
| ۵     | ۱ فوریه ۲۰۱۹    | ابوظبی  | ۱۳       | قطر       | ۱–۳   | فینال جام ملت‌های آسیا ۲۰۱۹ |
| ۶     | ۵ سپتامبر ۲۰۱۹  | کاشیما  | ۱۸       | پاراگوئه  | ۲–۰   | جام کیرین ۲۰۱۹             |
| ۷     | ۱۰ سپتامبر ۲۰۱۹ | یانگون  | ۱۹       | میانمار   | ۲–۰   | مقدماتی جام جهانی ۲۰۲۲     |
| ۸     | ۱۰ اکتبر ۲۰۱۹   | سایتاما | ۲۰       | مغولستان  | ۶–۰   | مقدماتی جام جهانی ۲۰۲۲     |
| ۹     | ۱۵ اکتبر ۲۰۱۹   | دوشنبه  | ۲۱       | تاجیکستان | ۳–۰   | مقدماتی جام جهانی ۲۰۲۲     |
| ۱۰    | ۱۵ اکتبر ۲۰۱۹   | دوشنبه  | ۲۱       | تاجیکستان | ۳–۰   | مقدماتی جام جهانی ۲۰۲۲     |
| ۱۱    | ۱۴ نوامبر ۲۰۱۹  | بیشکک   | ۲۲       | قرقیزستان | ۲–۰   | مقدماتی جام جهانی ۲۰۲۲     |
| ۱۲    | ۱۳ نوامبر ۲۰۲۰  | گراتس   | ۲۵       | پاناما    | ۱–۰   | دوستانه                    |
| ۱۳    | ۳۰ مارس ۲۰۲۱    | چیبا    | ۲۸       | مغولستان  | ۱۴–۰  | مقدماتی جام جهانی ۲۰۲۲     |
| ۱۴    | ۲۸ مه ۲۰۲۱      | چیبا    | ۲۹       | میانمار   | ۱۰–۰  | مقدماتی جام جهانی ۲۰۲۲     |
| ۱۵    | ۲۸ مه ۲۰۲۱      | چیبا    | ۲۹       | میانمار   | ۱۰–۰  | مقدماتی جام جهانی ۲۰۲۲     |
| ۱۶    | ۷ ژوئن ۲۰۲۱     | سوئیتا  | ۳۰       | تاجیکستان | ۴–۱   | مقدماتی جام جهانی ۲۰۲۲     |
| ۱۷    | ۱ فوریه ۲۰۲۲    | سایتاما | ۳۷       | عربستان   | ۲–۰   | مقدماتی جام جهانی ۲۰۲۲     |
| ۱۸    | ۱ ژانویه ۲۰۲۴   | توکیو   | ۵۲       | تایلند    | ۵–۰   | دوستانه                    |
| ۱۹    | ۱۴ ژانویه ۲۰۲۴  | دوحه    | ۵۳       | ویتنام    | ۴–۲   | جام ملت‌های آسیا ۲۰۲۳       |
| ۲۰    | ۱۴ ژانویه ۲۰۲۴  | دوحه    | ۵۳       | ویتنام    | ۴–۲   | جام ملت‌های آسیا ۲۰۲۳       |

## افتخارات

### باشگاهی
ردبول سالزبورگ
- بوندس‌لیگا اتریش:(x5)  قهرمانی
- جام حذفی فوتبال اتریش:(x4) قهرمانی

باشگاه فوتبال لیورپول
- لیگ برتر فوتبال انگلیس   ۲۰_۲۰۱۹   قهرمان

### ملی
زیر ۲۳ ژاپن
- مسابقات فوتبال زیر ۲۳ سال آسیا: ۲۰۱۶
- تیم ملی ژاپن:نایب قهرمان جام ملت‌های آسیا:۲۰۱۹

### فردی
- مسابقات فوتبال زیر ۱۶ سال آسیا: ۲۰۱۰
- پدیده جی‌لیگ ۱: ۲۰۱۳